# سیارک ۸۱۴۷
سیارک ۸۱۴۷ (به انگلیسی: 8147 Colemanhawkins، نامگذاری:1984SU3) هشت هزار و صد و چهل و هفتمین سیارک کشف شده‌است که در ۲۸ سپتامبر ۱۹۸۴ کشف شد.
قدر مطلق سیارک برابر ۱۳٫۹۰ است.